# مرسيدس بنز 500 كى
مرسيدس بنز 500 كى (بالإنجليزية: Mercedes-Benz 500K) هي سيارة من صناعة مرسيدس بنز أنتجت في 1934 وتوقف إنتاجها في 1936.

## معرض صور

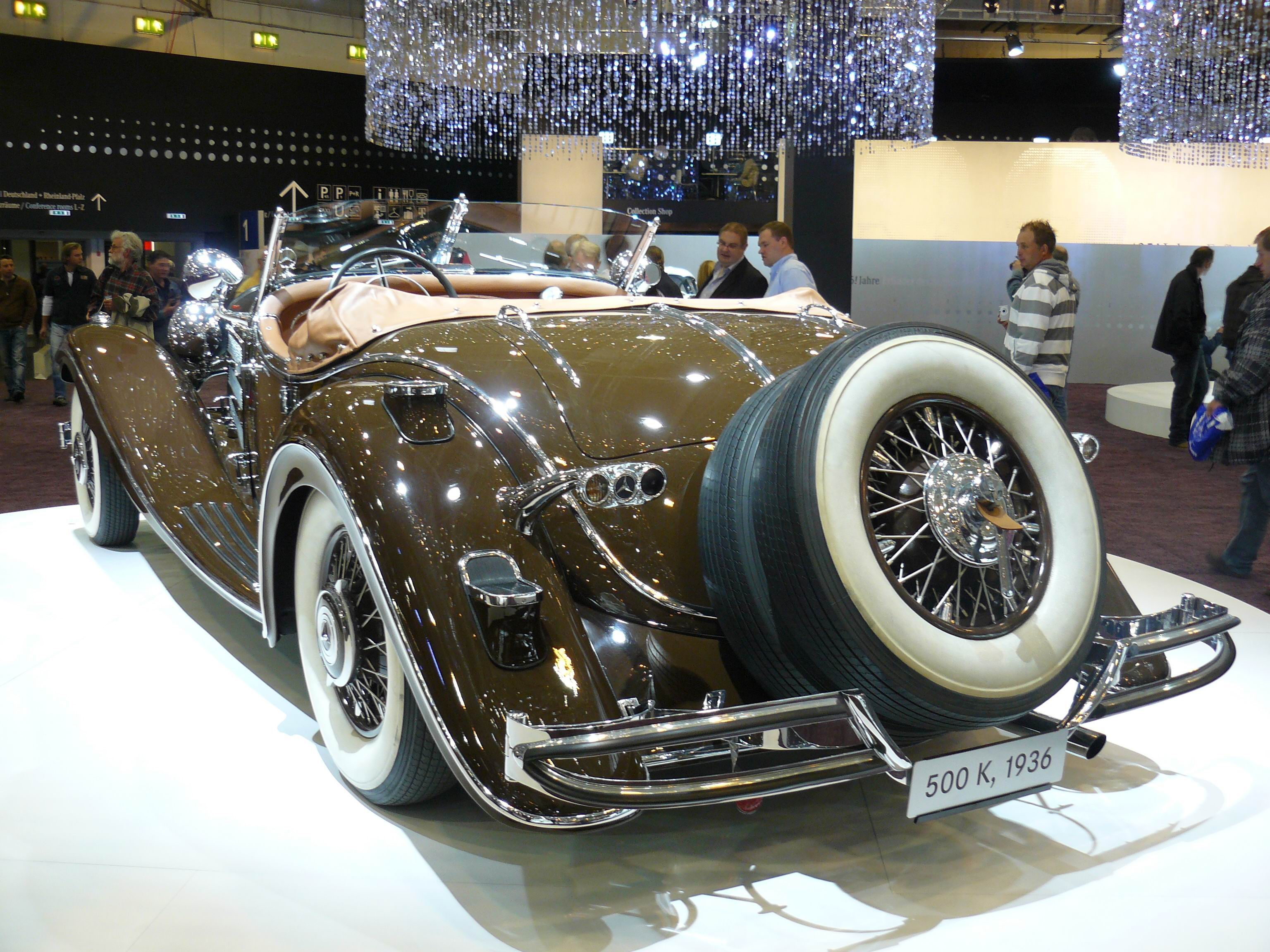
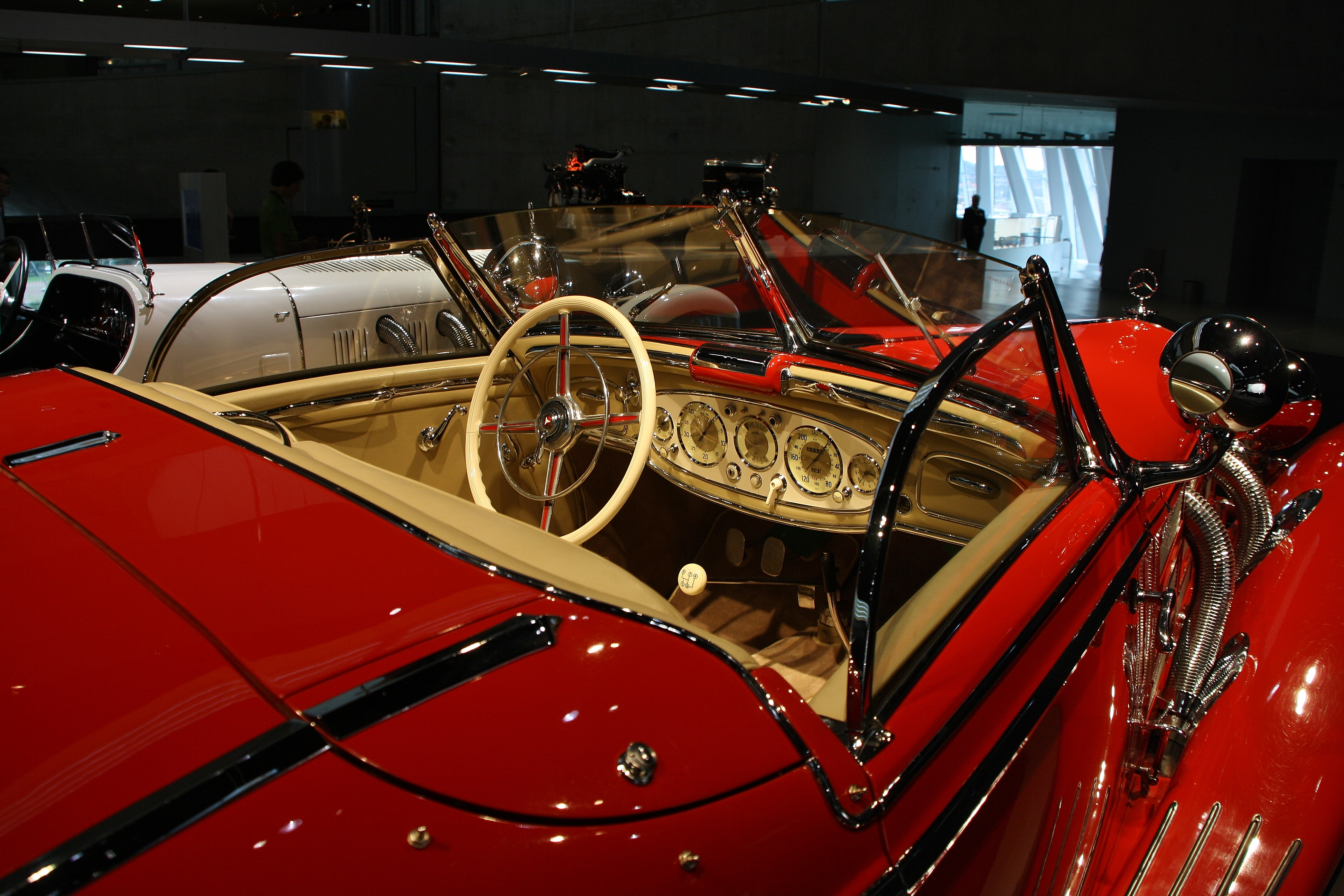
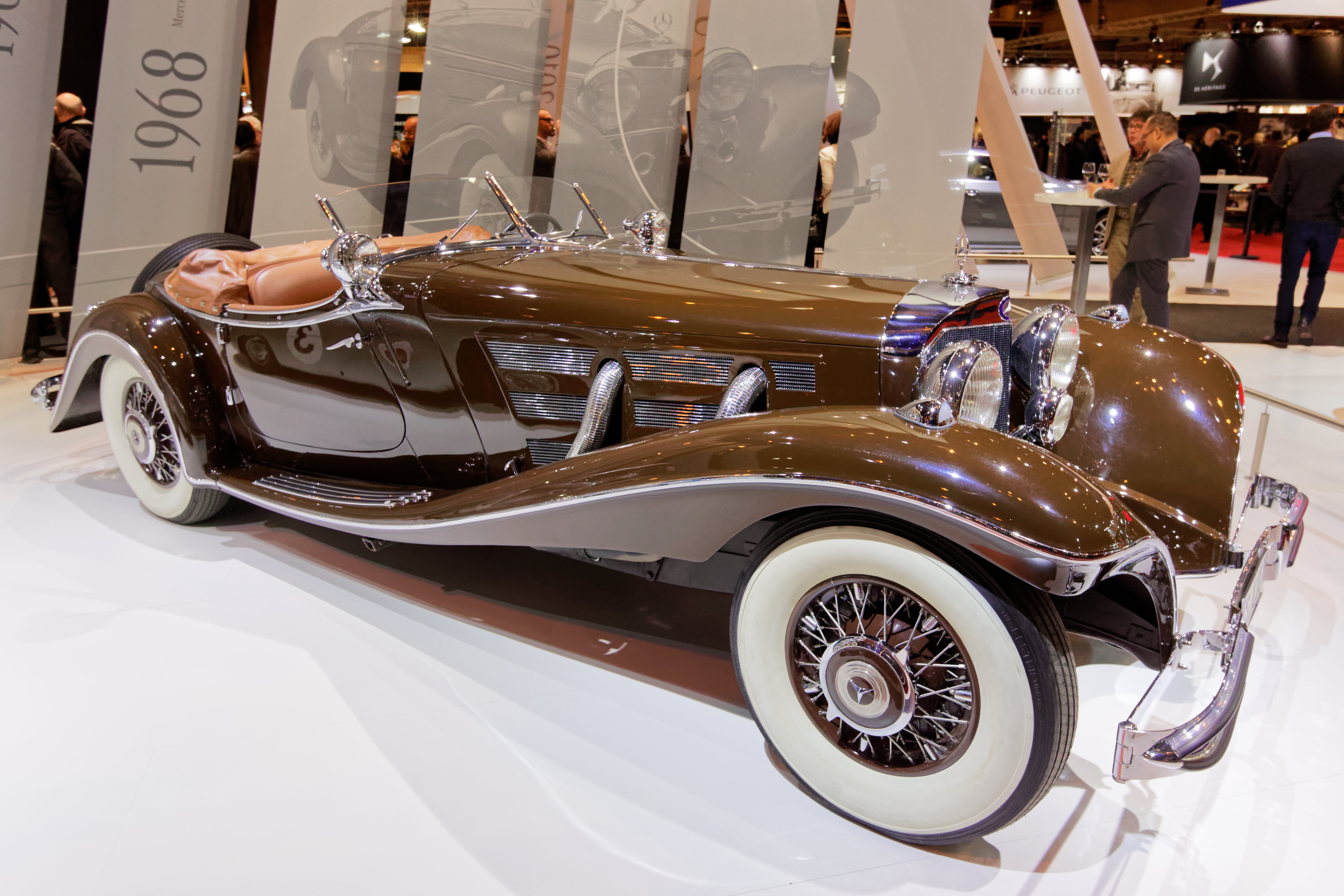